# Спину Гліб Олександрович
Гліб Олекса́ндрович Спи́ну (16 травня 1918– 16 серпня 2006) — радянський науковець, спеціаліст у галузі промислової роботизації.
Доктор технічних наук (1969), професор (1982).

## Життєпис
Народився в місті Первомайськ Миколаївської області.
У 1941 році закінчив Київський індустріальний інститут, здобувши кваліфікацію «інженер-механік».
З початком німецько-радянської війни направлений на навчання до 3-го Ленінградського артилерійського училища, після закінчення якого у грудні 1941 року воював командиром взводу 476-го полку на Південному фронті. У лютому 1942 року був поранений, перебував на лікуванні в евакошпиталі м. Сочі (Краснодарський край). Після одужання, з червня 1942 по лютий 1945 року — викладач артилерії Тбіліського артилерійського училища. З лютого 1945 року — старший викладач 1-го Київського артилерійського училища. У серпні 1946 року капітан Г. О. Спину звільнений у запас.
Працював в Інституті фізики АН УРСР на посаді головного конструктора. У 1949—1951 роках він розробив принцип і створив перший в СРСР токарний верстат з програмним управлінням на основі магнітного запису.
У 1957 році захистив кандидатську дисертацію з теми «Автоматичне управління верстатами з допомогою магнітного запису».
З 1957 по 1969 роки обіймав посаду завідувача відділу Інституту автоматики Міністерства приладобудівної промисловості СРСР.
У 1969 році захистив докторську дисертацію з теми «Розробка і дослідження цифрових систем для автоматизації проектування і виготовлення деталей машинобудування».
З 1969 по 1982 роки — завідувач відділу Інституту електрозварювання імені Є. О. Патона. Під його науковим керівництвом був створений перший в СРСР промисловий робот для контактного зварювання моделі ІЕС-960. У 1981 році отримав вчене звання «професор».
У 1979 році на пропозицію кафедри металоріжучих верстатів КПІ вперше в Україні створив і розпочав викладати курс «Промислові роботи», а з 1982 року почав роботу на посаді професора кафедри КПІ.
За роки своєї наукової діяльності опублікував понад 140 наукових праць, серед яких монографія «Промислові роботи для зварювання» (1977), цикл підручників з робототехні та ще вісім навчальних посібників і монографій.

## Нагороди
Лавреат Державної премії України в галузі науки і техніки (1996).
Нагороджений орденами Богдана Хмельницького 3-го ступеня (14.10.1999), Вітчизняної війни 2-го ступеня (11.03.1985), медаллю «За оборону Кавказу» та іншими медалями.